# Nau industrial Roger
La Nau industrial Roger és una obra de Castellterçol (Moianès) inclosa a l'Inventari del Patrimoni Arquitectònic de Catalunya.

## Descripció
Aquesta fàbrica consta de dos naus, ambdues de planta rectangular. Estan situades a costat i costat del carrer Josep Gallés i estan comunicades entre elles per un passadís cobert que adopta la forma de pont. La coberta és a dues aigües i hi ha grans finestrals d'arc de mig punt.

## Història
Des de la seva fundació a finals del segle xix, la fàbrica Roger havia estat un important centre de producció de teixits i filatures. Des de finals del segle XX només està parcialment explotada i la seva activitat ja no es la originària.